# Браила (окръг)
 Тази статия е за окръг Браила.  За града вижте Браила.  
Браила e окръг в регион Мунтения в Румъния. Площта му е 4766 квадратни километра, а населението – 285 851 души (по приблизителна оценка от януари 2020 г.).

## Списък на градовете в окръг Браила
- Браила
- Янка
- Ънсурацей
- Фъурей